# Nityanand Haldipur

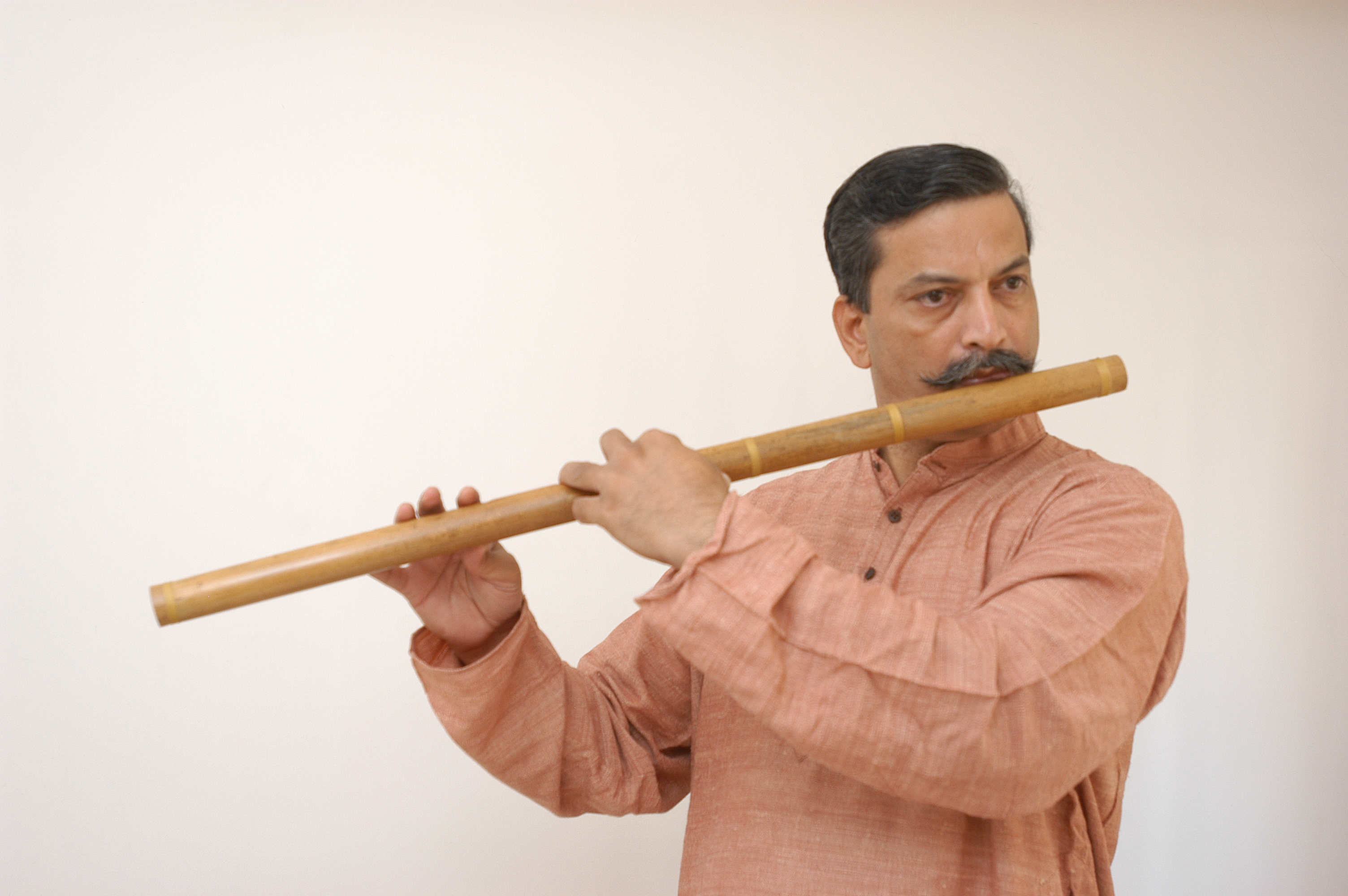
Nityanand Haldipur

Nityanand Haldipur (* 7. Mai 1948 in Bombay) ist ein indischer Bansurispieler.

## Leben
Haldipur erhielt den ersten Flötenunterricht von seinem Vater Niranjan Haldipur, der seinerseits ein Schüler Pannalal Ghoshs war. Im Alter von neun Jahren wurde er von Gosh selbst unterrichtet. Danach waren zwanzig Jahre lang Chidanand Nagarkar und Devendra Murdeshwar seine Lehrer. 1986 nahm ihn Annapurna Devi, die Tochter Allauddin Khansahebs und bedeutende Vertreterin der Maihar-Gharana, als Schüler an.
Er trat bei Musikfestivals wie den Musikfestivals der SAARC und den Apna-Utsav-Festivals auf und nahm als Top-Grade-Artist des All India Radio und des Staatsfernsehens Doordarshan u. a. am National Programme of Music und dem All India Radio Sangeet Sammelan teil. 2010 wurde er mit dem Sangeet Natak Akademi Award ausgezeichnet. Aufnahmen Haldipurs erschienen bei den Labels Magnasound, Lineage und Underscore.

## Diskographie
- Masters of the Reed (mit Sadanand Naimpalli), Magnasound, 1999
- Dulcet Flute Melodies (mit Sadanand Naimpalli), Magnasound, 1990
- Maihar Gharana (mit Aneesh Pradhan), Lineage, 1999
- Maihar Mystique (mit Sandeep Bhattacharya), Underscore, 2004